# Blang Gunci
Blang Gunci is een bestuurslaag in het regentschap Aceh Utara van de provincie Atjeh, Indonesië. Blang Gunci telt 409 inwoners (volkstelling 2010).